# Ricky Phillips
Ricky Phillips (1953) is de huidige (2008) bassist van de band Styx. Hij speelde voor bands als The Babys, Bad English en Coverdale/Page.
Ricky Phillips en zijn voormalig bandmaat Neal Schon van de band Bad English hebben ook gespeeld met de Montrose leden Sammy Hagar en Denny Carmassi op een live-editie van het lied "Rock Candy" met Montrose.

## Discografie

### Met Bad English
- Bad English
- Backlash

### Met Styx
- Big Bang Theory
- One with Everything: Styx and the Contemporary Youth Orchestra
- The Mission